# Лаклинская пещера
Лаклинская пещера — карстовая пещера на территории Салаватского района. Находится в 1,6 км от села Лаклы на правом склоне одноимённой реки. С 1965 г. является памятником природы.

## Описание
Пещера образовалась в известняках верхнего карбона. Впервые описана известным путешественником Петером Симоном Палласом в 1770 г. В 1889 г. описание пещеры составил академик Ф. Н. Чернышёв, а в 1914 г. она исследовалась археологом С. И. Руденко.
Лаклинская пещера состоит из системы горизонтальных залов и галерей. Её длина равна 321 м, средняя ширина 19,5 м, высота 5 м. Вход в пещеру находится на высоте 34 м над уровнем реки Лаклы.
В пещере обитают летучие мыши.